# 全球增长生成国家
3G国家，或全球增长生成国家（Global Growth Generating countries），是花旗集团在2011年提出的概念，指的是其认为的作为经济成长的源头的11个国家，这11个国家也被认为是有利可图的投资机会的源头。

## 背景
在2011年2月，一份花旗集团报告，报告由首席经济学家Willem Buiter和另一名分析师Ebrahim Rahbari作出，(Buiter & Rahbari 2011)称金砖国家（BRICS）(金砖四国加上南非)“已经失去意义（outlived their usefulness）”。诸如新兴市场、高级经济体、发展中国家、金砖国家、未来7国等概念在报告中被认为实际上无用或是过时失效。而尽管3G国家在今天被认为贫困，与发展前沿有着几十年的差距，但其保持长期持续发展的能力却应当被重视，报告预计这些国家将会有长达数十年的赶超式增长。
入选是基于以下六个增长动力的加权比较：
- 国民储蓄、投资
- 人口展望
- 健康
- 教育
- 机构和政策质量
- 贸易开放度

## 3G指数
| 国家       | 2019人均GDP（美元计价） | 对比美国人均GDP百分比/% | 平均增长率/% | 3G指数 |
| ---------- | ----------------------- | ----------------------- | ------------ | ------ |
|            | $4,935                  | 4                       | 6.3          | 0.39   |
| 中國       | $19,559                 | 16                      | 5.0          | 0.81   |
| 埃及       | $13,526                 | 13                      | 5.0          | 0.37   |
| 印度       | $7,750                  | 7                       | 6.4          | 0.71   |
| 印度尼西亞 | $13,121                 | 10                      | 5.6          | 0.70   |
| 伊拉克     | $17,394                 | 8                       | 6.1          | 0.58   |
| 蒙古国     | $12,925                 | 8                       | 6.3          | 0.63   |
| 奈及利亞   | $5,992                  | 5                       | 6.9          | 0.25   |
| 菲律賓     | $9,538                  | 8                       | 5.5          | 0.60   |
| 斯里蘭卡   | $13,795                 | 11                      | 5.9          | 0.33   |
| 越南       | $7,378                  | 7                       | 6.4          | 0.86   |

注: 中国和印度被标为金色粗体因其亦为金砖国家，孟加拉国，埃及，印尼，尼日利亚，菲律宾，越南是未来11国。3G指数高则国家的条件好。人均GDP由2010年美元购买力平价计算。平均增长是指依照2017年美元购买力平价计价的实际人均GDP增长预测。

## 3G国家
3G国家包含越南、孟加拉国、中国、埃及、印度、印度尼西亚、伊拉克、蒙古国、奈及利亞、菲律宾和斯里蘭卡，这些国家将会成为最具增长潜力的国家——其中，中国和印度既是金砖国家也是3G国家；不过，巴西和俄罗斯虽是金砖国家却非3G国家。在收入增长与人口增长驱动下，亚洲和非洲的发展中地区在2050年前会成为增长最快的地区，故所有的3G国家都来自这两大洲（非洲2国、亚洲9国）。越南在这11个国家中具有最高的3G指数，为0.86；中国次之，为0.81；印度再次之，为0.71。这使得越南成为全球最具潜力的高增长来源和投资目的国。 
2011年10月，根据滙豐贸易信心指数（Trade Confidence Index，简写TCI）和贸易预测（HSBC Trade Forecast）的一份报告指出，埃及、印度、越南、印度尼西亚将有显著的贸易总量增长，预计其增长在2025年前不小于7.3%。